# Plaza de San Román
La plaza de San Román es un espacio público de la ciudad española de Sevilla.

## Descripción
La plaza tiene entradas por las calles Sol, Peñuelas, Socorro, Matahacas y Enladrillada. Se llamó «plaza de la Cruz», pero con el título actual alude a la iglesia de San Román, que alberga. Aparece descrita en la Noticia histórica del origen de los nombres de las calles de esta ciudad de Sevilla (1839) de Félix González de León con las siguientes palabras:

Plaza de S. Roman. Corresponde al cuartel D. y se nombra asi por estar en ella situada la iglesia parroquial de san Roman. Tambien se nombraba esta plaza de la Cruz por una que desde el tiempo de la peste habia en medio de ella de hierro sobre su peana de material y cercada de rejas, que hace pocos años que se quitó y se colocó en un retablo en la pared de la iglesia. Esta parroquia es del repartimiento de san Fernando, con las mismas prerogativas que las otras parroquias conventuales. Presume de mayor antiguedad y de haber sido iglesia de cristianos Mozarabes en tiempo de los moros, con la advocacion de san Miguel, la cual tiene sus dudas y reparos no obstante que esta tradicion se apoya en el hallazgo de un testimonio con unas reliquias que se encontró en el hueco de una pared que en él habia escondido un clérigo muchos años antes que se ganara la ciudad, cuando vinieron á ella los Almohades: pero esto carece de documentos con que justificarlo, escepto la trandicion simple. El templo permaneció en pobreza de edificio hasta el año de 1556 que lo reedificó el rey don Pedro, habiendole hecho despues otras reparaciones. No es muy grande, pero hay en él varios enterramientos ilustres, y como casi todas las parroquias carece de fachadas y portadas esteriores, pues solo tiene un arco gotico, con poco adorno, en bruto. La plaza es pequeña y no hay en ella nada de particular.
(González de León, 1839, pp. 118-119)